# Essuatíni nos Jogos Olímpicos de Verão da Juventude de 2010
O Essuatíni participou dos Jogos Olímpicos de Verão da Juventude de 2010 em Cingapura. Sua delegação foi composta de três atletas que competiram em dois esportes.

## Atletismo
| Evento          | Atleta              | Qualificação | Qualificação | Final     | Final        |
| Evento          | Atleta              | Resultado    | Posição      | Resultado | Posição      |
| --------------- | ------------------- | ------------ | ------------ | --------- | ------------ |
| 200 m masculino | Mlandvo Shongwe     | 22.24        | 14º (4º q1)  | 22.46     | 4º (Final B) |
| 100 m feminino  | Sanelisiwe Tsabedze | 13.60        | 28º (5º q3)  | 13.50     | 4º (Final D) |

## Natação
| Evento                  | Atleta         | Qualificação | Qualificação | Semifinais  | Semifinais  | Final       | Final       |
| Evento                  | Atleta         | Resultado    | Posição      | Resultado   | Posição     | Resultado   | Posição     |
| ----------------------- | -------------- | ------------ | ------------ | ----------- | ----------- | ----------- | ----------- |
| 50 m livre feminino     | Kathryn Millin | 28.50        | 37º (2º q2)  | Não avançou | Não avançou | Não avançou | Não avançou |
| 50 m borboleta feminino | Kathryn Millin | 30.31        | 18º (7º q2)  | Não avançou | Não avançou | Não avançou | Não avançou |